# Julius Jensen (Regisseur)
Julius Jensen (* 1975 in Hamburg) ist ein deutscher Theaterregisseur, Autor, Theaterschauspieler und Musiker.

## Leben
Nach Abitur und Zivildienst studierte er Philosophie, Germanistik und Medienkultur sowie Theaterregie am Institut für Theater, Musiktheater und Film der Universität Hamburg bei Manfred Brauneck, Christof Nel und Niels-Peter Rudolph. Bereits in der Studienzeit war er als Regieassistent am Deutschen Schauspielhaus tätig. Seit 2005 ist er freier Regisseur, bevorzugt für das Kinder- und Jugendtheater. Regie- und Projektarbeiten hatte er bereits auf Kampnagel, am Deutschen Schauspielhaus, am Schlosstheater Moers, am Theater Koblenz und am Theater der Altmark in Stendal.
Er ist gelegentlich Schauspieler oder Musiker tätig und realisiert schulische Theaterprojekte
Sein Theaterstück Der blaue Stuhl nach dem Kinderbuch von Claude Boujon hatte am 6. Dezember 2009 Uraufführung an der Honigfabrik und wurde auch während der Spielzeit 2014/15 am Theater Augsburg gezeigt.
Jensen lebt in Hamburg.